# Vincent Riotta
Vincent "Vince" Riotta (Hertford, 3 de enero de 1959) es un actor británico-italiano, especialmente conocido por sus numerosas participaciones en cine y televisión.

## Biografía
Vincent nació de padres italianos, habla con fluidez italiano y francés.
Estudió en el Royal Academy of Dramatic Art "RADA".

## Carrera
En 1985 se unió al elenco de la miniserie italiana-británica Anno Domini donde interpretó al mártir cristiano San Esteban.
En 1988 apareció en la película Hanna's War donde interpretó a Yoel. La película es un biopic que detalla la historia real de Hannah Szenes, una integrante de la resistencia judía contra el nazismo durante la Segunda Guerra Mundial.
En 1990 apareció por primera vez en la serie policíaca The Bill donde interpretó a Rixon en el episodio "Close to Home", Vincent apareció nuevamente en la serie ahora en 1992 donde dio vida a Ian Blackford en "Users", finalmente su última aparición fue en el 2005 donde interpretó a George Salcedo durante el episodio # 298.
En 1991 interpretó a Valery Mashenko en la película norteamericana Chernobyl: The Final Warning, la cual está basada en la historia verídica de los acontecimientos ocurridos durante la explosión de la planta nuclearen Ucrania que mató e hirió a varias personas.
En 1994 interpretó al superintendente en jefe de la policía Barry Simmonds en la serie Pie in the Sky.
En 1995 se unió al elenco de la película independiente A Little Worm donde interpretó al famoso gánster estadounidense Al Capone.
En 1996 obtuvo un papel secundario de un oficial italiano en la película In Love and War protagonizada por los actores Chris O'Donnell y Sandra Bullock.
En 1998 interpretó al embajador Moshak en un episodio de la exitosa serie de acción norteamericana JAG, anteriormente había interpretado a Temir en 1997 durante el episodio "Code Blue" y al mayor Kassim en 1995 en "Scimitar".
En el 2001 apareció en la película norteamericana Captain Corelli's Mandolin donde interpretó a un Oficial.
En el 2003 obtuvo un papel secundario en la película Under the Tuscan Sun donde interpretó a Martini, un agente de biences raíces casado y reservado que se vuelve el primer interés romántico de Frances Mayes (Diane Lane) a su llegada a Italia.
En el 2004 apareció como invitado en un episodio de la serie norteamericana Monk donde interpretó a Vladimir Kazinsky, el asistente del embajador Dmitry Kreslov quien es asesinado. Ese mismo año interpretó al doctor Viadro en un episodio de la serie de espías Alias y apareció en la película Unstoppable donde interpretó al detective de la policía Jay Miller.
En el 2006 se unió al elenco de la película Giovanni Falcone, l'uomo che sfidò Cosa Nostra donde interpretó al abogado y político Rudolph Giuliani. Ese mismo año apareció en las películas Hannibal donde interpretó a Hanno, un oficial del general Aníbal (Alexander Siddig) y en Shadow Man donde dio día al Harry, un exagente de la CIA.
En el 2007 apareció en la miniserie italiana Il Capo dei Capi donde interpretó al criminal italiano Tommaso "Don Masino" Buscetta, un miembro de la Cosa Nostra.
Un año después obtuvo un pequeño papel en la película The Dark Knight donde interpretó a un oficial de la policía que se encontraba en la calle 250 52nd.
En el 2009 se unió al elenco de la miniserie Il falco e la colomba donde interpretó al cardenal italiano Pompeo Colonna, que intenta sacar al papa Clemente VII (Venantino Venantini) del papado. Ese mismo año dio vida a Licio Mariani en la serie Intelligence – Servizi & segreti.
Ese mismo año apareció como invitado en la primera temporada de la popular serie italiana Squadra antimafia - Palermo oggi donde dio vida a Mickey Robson, un agente secreto del FBI y coordinador de la DEA. Vincent interpretó de nuevo a Mickey durante la tercera y cuarta temporada siendo su última aparición en el 2012.
En el 2011 apareció en la popular serie británica Hustle donde interpretó al gánster Carlo Bachini. Ese mismo año apareció en la película Amanda Knox: Murder on Trial in Italy donde interpretó al fiscal Guiliano Mignini, que intenta procesar a los asesinos; la película está basada en la historia verdadera del asesinato de la joven británica Meredith Kercher en Perugia, Italia en donde los principales sospechosos fueron su compañera de cuarto Amanda Knox, su novio Raffaele Sollecito y el joven Rudy Guede.
En el 2012 apareció como invitado en varios episodios de la serie dramática The Hour donde interpretó a Raphael Cilenti, el encantador y peligroso dueño del club "Paradis".
En el 2013 apareció como personaje recurrente en la primera temporada de la serie Da Vinci's Demons donde interpretó al condotiero Federico da Montefeltro, el duque de Urbino hasta la segunda temporada en el 2014 después de que su personaje fuera asesinado por Clarice Orsini (Lara Pulver). 
En el 2014 aparecerá en la miniserie Romeo and Juliet donde dará vida a Capuleto.

## Filmografía

### Series de televisión
| Año              | Título                           | Personaje               | Notas                                               |
| ---------------- | -------------------------------- | ----------------------- | --------------------------------------------------- |
| 2016             | Endeavour                        | Harry Rose              | episodio "Ride"                                     |
| 2015             | Spotless                         | DCI. Kendrick           | 3 episodios                                         |
| 2013 - 2014      | Da Vinci's Demons                | Federico da Montefeltro | 8 episodios                                         |
| 2014             | Romeo and Juliet                 | Capuleto                | 2 episodios - miniserie                             |
| 2013             | Strike Back: Shadow Warfare      | Mousawi                 | episodio # 4.6                                      |
| 2013             | New Tricks                       | Levy Bossano            | 2 episodios                                         |
| 2012             | The Hour                         | Raphael Cilenti         | 5 episodios                                         |
| 2009, 2011, 2012 | Squadra antimafia - Palermo oggi | Mickey Robson           | 4 episodios                                         |
| 2011             | Zen                              | Giorgio de Angelis      | 3 episodios - miniserie                             |
| 2011             | Hustle                           | Carlo Bachini           | episodio "The Delivery"                             |
| 2009             | Il falco e la colomba            | Pompeo Colonna          | 6 episodios - miniserie                             |
| 2009             | Intelligence - Servizi & segreti | On. Licio Mariani       | 6 episodios                                         |
| 2008             | Little Dorrit                    | Mayor Domo              | episodio # 1.9 - miniserie                          |
| 2008             | A Touch of Frost                 | Philip Townsend         | episodio "Dead End"                                 |
| 2007             | Il Capo dei Capi                 | Masino Buscetta         | miniserie                                           |
| 2007             | Nuclear Secrets                  | Brugioni                | episodio "The Spy from Moscow" - miniserie          |
| 2006             | Don Matteo                       | -                       | episodio "Cavallo Vincente"                         |
| 2005             | The Bill                         | George Salcedo          | episodio # 298                                      |
| 2004             | Monk                             | Vladimir Kazinsky       | episodio "Mr. Monk Takes Manhattan"                 |
| 2004             | Alias                            | Doctor Viadro           | episodio "Unveiled"                                 |
| 1998             | JAG                              | Embajador Moshak        | episodio "Embassy"                                  |
| 1998             | Babylon 5                        | Bryce                   | episodio "The Corps Is Mother, the Corps Is Father" |
| 1997             | Tracey Takes On...               | Pasquale                | episodio "Food"                                     |
| 1997             | Dark Skies                       | Simon Rodia             | episodio "Burn, Baby, Burn "                        |
| 1997             | NewsRadio                        | Fotógrafo               | episodio "Rap"                                      |
| 1996             | Mr. & Mrs. Smith                 | Ilya                    | episodio "The Coma Episode"                         |
| 1994             | Pie in the Sky                   | Jefe Barry Simmonds     | episodio "The Truth Will Out"                       |
| 1993             | Poirot                           | Mario Ascanio           | episodio "The Adventure of the Italian Nobleman"    |
| 1992             | Screen One                       | Mensajero               | episodio "Running Late"                             |
| 1992             | True Crimes                      | -                       | episodio "Knightsbridge Safe Deposit"               |
| 1989             | Shadow of the Noose              | Herbert Bennett         | episodio "Beside the Seaside" - miniserie           |
| 1988             | The Play on One                  | Richard Maine           | episodio "The Party"                                |
| 1985             | Anno Domini                      | San Esteban             | 5 episodios - miniserie                             |

### Películas
| Año  | Título                                         | Personaje           | Notas                                                                                               |
| ---- | ---------------------------------------------- | ------------------- | --------------------------------------------------------------------------------------------------- |
| 2023 | Book Club: The Next Chapter                    |                     | junto a Diane Keaton, Jane Fonda, Candice Bergen y Mary Steenburgen                                 |
| 2012 | Goltzius and the Pelican Company               | Ricardo del Monte   | junto a F. Murray Abraham, Flavio Parenti, Halina Reijn y Francesco De Vito                         |
| 2012 | Caruso                                         | Stich               | junto a Gianluca Terranova, Vanessa Incontrada, Martina Stella y Yari Gugliucci                     |
| 2012 | The Composition                                | Peter               | corto - junto a Federico Giunti, Giovanni Olmeo, Marco Pancrazi y Mario Paradiso                    |
| 2011 | Amanda Knox: Murder on Trial in Italy          | Guiliano Mignini    | junto a Hayden Panettiere, Paolo Romio, Djibril Kébé y Amanda Fernando Stevens                      |
| 2010 | Sotto il cielo di Roma                         | Dante Cimino        | junto a James Cromwell, Nathalie Rapti Gómez, lena Arvigo, Daniel Baldock y Ken Duken               |
| 2010 | Hunted                                         | George              | corto - junto a Marem Hassler                                                                       |
| 2009 | Nine                                           | Luigi               | junto a Daniel Day-Lewis, Nicole Kidman, Marion Cotillard, Penélope Cruz, Judi Dench y Sophia Loren |
| 2009 | Butterfly zone - Il senso della farfalla       | Uomo                | junto a Barbara Bouchet, Giorgio Colangeli, Cosimo Fusco y Francesco Salvi                          |
| 2008 | The Dark Knight                                | Oficial             | junto a Christian Bale, Heath Ledger, Aaron Eckhart, Michael Caine, Maggie Gyllenhaal y Gary Oldman |
| 2007 | L'ultimo dei Corleonesi                        | Vintaloro           | junto a David Coco, Stefano Dionisi, Marcello Mazzarella y Emilio Bonucci                           |
| 2007 | The Moon and the Stars                         | Tumiati             | junto a Jonathan Pryce, Alfred Molina, Catherine McCormack y Rupert Friend                          |
| 2006 | Fade to Balck                                  | Alberto Cava        | junto a Danny Huston, Diego Luna, Paz Vega y Christopher Walken                                     |
| 2006 | Giovanni Falcone, l'uomo che sfidò Cosa Nostra | Rudolph Giuliani    | junto a Massimo Dapporto, Elena Sofia Ricci, David Coco, Pietro De Silva y Francesco Pannofino      |
| 2006 | Shadow Man                                     | Harry               | junto a Steven Seagal, Eva Pope, Imelda Staunton y Michael Elwyn                                    |
| 2006 | In ascolto                                     | Frank Vaughan       | junto a Michael Parks, Maya Sansa, James Parks, Matt Patresi, Marc Fiorini y Adam O'Neill           |
| 2006 | Hannibal                                       | Hanno               | junto a Alexander Siddig, Emilio Doorgasingh, Bashar Rahal, Mido Hamada y Shaun Dingwall            |
| 2005 | Padre Speranza                                 | Aldo Torrisi        | junto a Bud Spencer, Salvatore Cascio, Marco Messeri y Rodolfo Corsato                              |
| 2005 | Revolver                                       | Benny               | junto a Jason Statham, Ray Liotta, Vincent Pastore, André Benjamin y Mark Strong                    |
| 2004 | Unstoppable                                    | Det. Jay Miller     | junto a Wesley Snipes, Jacqueline Obradors, Stuart Wilson, David Schofield y Adewale Akinnuoye      |
| 2004 | Nel Mio Amore                                  | Jacques             | junto a Urbano Barberini, Sergio Fiorentini, Alessia Fugardi y Licia Maglietta                      |
| 2004 | Nema Problema                                  | Anselmo Lorenzi     | junto a Zan Marolt, Labina Mitevska y Fabrizio Rongione                                             |
| 2003 | Belly of the Beast                             | Fitch McQuaid       | junto a Steven Seagal, Byron Mann, Monica Lo, Tom Wu y Sara Malakul Lane                            |
| 2003 | Under the Tuscan Sun                           | Martini             | junto a Diane Lane, Raoul Bova, Lindsay Duncan, Sandra Oh y Kate Walsh                              |
| 2003 | Ferrari                                        | -                   | junto a Sergio Castellitto, Ed Stoppard, Mathew Bose, Pierfrancesco Favino y Vincent Schiavelli     |
| 2002 | Padri                                          | -                   | junto a Enzo De Caro, Francesco Salvi, Rosita Celentano, Laura Chiatti y Elio Germano               |
| 2002 | Il destino ha 4 zampe                          | -                   | junto a Lino Banfi, Nino Frassica, Rosa Pianeta y Michela Noonan                                    |
| 2002 | Bella Bettien                                  | Rico Morales        | junto a Thekla Reuten, Kim van Kooten, Daniël Boissevain y Fedja van Huêt                           |
| 2002 | Heaven                                         | Jefe de Guardia     | junto a Cate Blanchett, Giovanni Ribisi y Stefania Rocca                                            |
| 2002 | Texas 46                                       | Prisionero Italiano | junto a Robert Farrior, Roy Scheider, Luca Zingaretti, Sue Cremin y Charles Fathy                   |
| 2001 | Submerged                                      | Harold Preble       | junto a Sam Neill, Shea Whigham, Emily Procter, Hugh O'Conor y Martin McDougall                     |
| 2001 | Captain Corelli's Mandolin                     | Oficial             | junto a Nicolas Cage, Penélope Cruz, John Hurt, Christian Bale y Irene Papas                        |
| 2000 | Dancing at the Blue Iguana                     | Cliente             | junto a Charlotte Ayanna, Kristin Bauer van Straten, Elias Koteas, Sandra Oh y Jennifer Tilly       |
| 2000 | The Hook-Armed Man                             | Lou                 | corto - junto a Anne Evans, Andy Kallok, Stephan Lokotsch, Elizabeth Barris y Osman Soykut          |
| 1999 | Falling Sky                                    | Mr. Hanes           | junto a Karen Allen, Brittany Murphy, Jeremy Jordan, Chris Young y Patrick Renna                    |
| 1999 | Ballad of the Nightingal                       | -                   | junto a Greg Baker, Philippe Bergeron, Seymour Cassel, Michael Madsen y Virginia Madsen             |
| 1998 | Matter of Trust                                | Johnny              | junto a C. Thomas Howell, Joan Severance, Nick Mancuso, Robert Miano y Randee Heller                |
| 1996 | In Love and War                                | Oficial Italiano    | junto a Chris O'Donnell, Sandra Bullock, Mackenzie Astin, Margot Steinberg y Alan Bennett           |
| 1996 | Der Blinde                                     | Barman Rialto       | junto a Joachim Kemmer, Leslie Phillips, Peter Simonischek y Ronald Pickup                          |
| 1995 | Moisés                                         | Midan               | junto a Ben Kingsley, Frank Langella, Christopher Lee, David Suchet y Anthony Higgins               |
| 1995 | A Little Worm                                  | Al Capone           | corto - junto a Victoria Lennox y Issy Van Randwyck                                                 |
| 1994 | Il sesto giorno La vendetta                    | -                   | junto a Gustavo Camazcho, Andy J. Forest y Isabel Lewis                                             |
| 1994 | La chance                                      | -                   | junto a Stephen Dillane, Julian Glover, Jemma Redgrave y Franco Citti                               |
| 1994 | Il quinto giorno                               | -                   | junto a Alastair Duncan, Emma Croft, Manuel Cassol y Hamish Cranfield                               |
| 1994 | Ready to Kill                                  | Robert              | junto a Isabel Lewis, Gustavo Camazcho, Manuel Cassol y Hamish Cranfield                            |
| 1993 | Abraham                                        | Rey Ar'loch         | junto a Richard Harris, Maximilian Schell, Vittorio Gassman, Gottfried John y Kevin McNally         |
| 1993 | The Marshal                                    | Di Nuccio           | junto a Alfred Molina, Jude Law y Christopher Villiers                                              |
| 1992 | Leon the Pig Farmer                            | Elliot Cohen        | junto a Maryam d'Abo, Gina Bellman, John Woodvine, Annette Crosbie y Stephen Greif                  |
| 1991 | Chernobyl: The Final Warning                   | Valery Mashenko     | junto a Jon Voight, Jason Robards, Sammi Davis, Annette Crosbie, Ian McDiarmid y Steven Hartley     |
| 1988 | Hanna's War                                    | Yoel                | junto a Ellen Burstyn, Maruschka Detmers, Anthony Andrews, Donald Pleasence y David Warner          |
| 1987 | Body Contact                                   | Tony Zulu           | junto a Christopher Fulford, Miriam Margolyes, Joely Richardson, Jack Shepherd y Timothy Spall      |
| 1986 | Car Trouble                                    | Kevin               | junto a Julie Walters, Ian Charleson y John Blundell                                                |
| 1986 | Harem                                          | Salim               | junto a Nancy Travis, Art Malik, Sarah Miles, Julian Sands y Omar Sharif                            |
| 1984 | Pope John Paul II                              | Teodor Krawick      | junto a Albert Finney, Caroline Bliss, Brian Cox, John Forgeham, Derek Francis y Nigel Hawthorne    |

### Videojuegos
| Año  | Título     | Personaje                 | Notas                           |
| ---- | ---------- | ------------------------- | ------------------------------- |
| 2000 | StarLancer | Oficial de Comunicaciones | prestó su voz para el personaje |

### Director y equipo misceláneo
| Año  | Título                | Notas             |
| ---- | --------------------- | ----------------- |
| -    | The Dumb Waiter       | obra - director   |
| 2002 | Callas Forever        | coach de diálogo  |
| 2002 | Entre chiens et loups | voces adicionales |

### Teatro
| Año | Obra                     | Personaje | Director (a) | Teatro              | Notas |
| --- | ------------------------ | --------- | ------------ | ------------------- | ----- |
| -   | Fridays at Seven         | -         | -            | Court Theatre       | -     |
| -   | The Corsican Brothers    | -         | -            | -                   | -     |
| -   | A Streetcar Named Desire | -         | -            | Leicester Haymarket | -     |
| -   | Romeo                    | -         | -            | Young Vic Theatre   | -     |

## Premios y nominaciones
| Año  | Categoría  | Premio                  | Película      | Resultado |
| ---- | ---------- | ----------------------- | ------------- | --------- |
| 1995 | Best Actor | Barcelona Film Festival | A Little Worm | Ganó      |